# حقوق دیجیتال
حقوق دیجیتال (انگلیسی: Digital rights) حقوقی را شرح می‌دهد که اجازه دسترسی، استفاده، ایجاد و انتشار رسانه‌های دیجیتال یا استفاده و دسترسی به رایانه‌ها و لوازم الکترونیکی دیگر یا شبکه‌های مخابراتی برای افراد را مشخص می‌کند. این عبارت بیشتر در مورد حفاظت و اجرای حقوق فعلی مانند حق محرمانگی یا آزادی بیان در تکنولوژی‌های دیجیتالی جدید، به‌ویژه در اینترنت استفاده می‌شود. حق دسترسی به اینترنت در چندین کشور به‌عنوان یکی از حقوق بشر شناخته شده‌است.